# Gentiana vernayi
Gentiana vernayi är en gentianaväxtart som beskrevs av Marquand. Gentiana vernayi ingår i släktet gentianor, och familjen gentianaväxter. Inga underarter finns listade i Catalogue of Life.